# 榊泰輔
榊 泰輔（さかき たいすけ、1960年11月5日 - ）は、日本の工学者。元九州産業大学学長。専門はロボット工学・リハビリテーション科学・福祉工学。

## 略歴
福岡市出身。1979年福岡県立修猷館高等学校、1985年九州大学理学部数学科を卒業後、安川電機製作所（現・安川電機）に入社し研究所研究員となる。
1995年東京大学大学院工学研究科で工学博士の学位を取得し、2003年9月九州産業大学工学部機械工学科教授に就任。2004年4月工学部バイオロボティクス学科教授、2013年4月ヒューマン・ロボティクス研究センター所長兼務を経て、2017年4月から理工学部機械工学科教授に就任。2018年4月学長に就任。